# Alfred von Bülow
Pour les articles homonymes, voir Bülow (homonymie).
Alfred Victor Otto Viktor Ernst von Bülow (né le 7 août 1851 à Francfort-sur-le-Main et mort le 26 juin 1916 à Baden-Baden) est un diplomate prussien, avec rang d'envoyé extraordinaire et de ministre plénipotentiaire.

## Famille
Alfred von Bülow est issu de la noblesse mecklembourgeoise de la famille von Bülow. Il est le fils de Bernhard Ernst von Bülow et de Louise Victorine, née Rücker. Ses frères et sœurs sont le chancelier Bernhard von Bülow et les généraux Adolf von Bülow et Karl-Ulrich von Bülow. Son père Bernhard Ernst von Bülow est d'abord envoyé dans les deux grands-duchés de Mecklembourg et, à partir de 1873, secrétaire d'État au ministère des Affaires étrangères avec rang de ministre d'État prussien. Son frère Bernhard von Bülow est chancelier du Reich à partir de 1900 et ministre-président prussien à partir de 1900. 1905. Son neveu Bernhard Wilhelm von Bülow (de) (1885-1936) est secrétaire d'État et représentant du ministre des Affaires étrangères de 1930 à 1936.
Le mariage avec Marie Julie Auguste comtesse von Dillen-Spiering en 1884 donne naissance à quatre enfants : Bernhard Friedrich (1885-1937), Bertha (1887-1956), Alice (1890-1944) et Gabriele (1894-1963).

## Biographie
Bülow étudie les sciences politiques et le droit à Lausanne, Strasbourg et Leipzig de 1871 à 1875. En 1875, il obtient un doctorat. Avec l'aide de son frère Bernhard von Bülow, il rejoint le service extérieur en 1881 et devient attaché d'ambassade à Constantinople. En 1882, il devient secrétaire de légation à l'ambassade de Prusse à Stuttgart. Il est au service diplomatique à Rome (1884), Berne (1885), Vienne (1888) et est nommé conseiller de légation à La Haye (1890) et à Saint-Pétersbourg (1891).
En 1893, il devient ministre résident au Luxembourg (de). En 1895, il devient envoyé extraordinaire et ministre plénipotentiaire à Oldenbourg, Lippe et Brunswick (1895), envoyé (de) à Berne (1898-1912) et  envoyé (de) à Dresde (1912-1914). Il meurt à Baden-Baden en 1916. Il trouve sa dernière demeure dans le cimetière aristocratique du château de Dätzingen (de).

## Honneurs
Il reçoit plusieurs prix, notamment celui de chambellan royal de Prusse et de véritable conseiller privé.
- Ordre de l'Aigle rouge de 2e classe avec étoile et feuilles de chêne[5]
- Ordre de la Couronne de 1re classe
- Croix d'honneur de l'ordre de la Couronne de Wurtemberg avec le Lion
- Grand-Croix de l'ordre du Mérite du duc Pierre-Frédéric-Louis
- Grand-Croix de l'ordre d'Henri le Lion
- Croix d'honneur de 1re classe de l'ordre de la Maison de Lippe
- Chevalier de l'ordre des Saints-Maurice-et-Lazare
- Grand-Croix de l'ordre de la Couronne d'Italie
- Grand-Croix de l'ordre de la Couronne de chêne
- Chevalier de l'ordre de la Couronne de fer
- Ordre de Saint-Stanislas de 2e classe avec étoile
- Ordre de l'Osmaniye de 4e classe